# Service des phares des États-Unis
Le service des phares des États-Unis, en anglais : United States Lighthouse Service, également connu sous le nom de bureau des phares (Bureau of Lighthouses), est l'agence du gouvernement des États-Unis et l'autorité générale des phares pour les États-Unis depuis sa création en 1910 en tant que successeur de la commission des phares des États-Unis, jusqu'en 1939, date à laquelle il est fusionné avec la garde côtière des États-Unis. Le service était responsable de l'entretien et de la maintenance de tous les phares et bateaux-phares des États-Unis.